# Вагбі Хазрі
Вагбі Хазрі (фр. Wahbi Khazri, араб. وهبي خزري, нар. 8 лютого 1991, Аяччо) — французький та туніський футболіст, півзахисник «Монпельє» та національної збірної Тунісу.

## Клубна кар'єра
Народився 8 лютого 1991 року в місті Аяччо. Вихованець юнацьких команд футбольних клубів «Женесс Спортів» (Аяччо) та «Бастія».
У дорослому футболі дебютував 2009 року виступами за команду клубу «Бастія».
На початку липня 2014 року Вагбі змінив «Бастію» на «Бордо», підписавши з «жирондинцями» чотирирічний контракт. 9 серпня в матчі проти «Монпельє» він дебютував за нову команду. 17 серпня в поєдинку проти «Монако» Хазрі забив свій перший гол за «жирондистів».
30 січня 2016 року перейшов в «Сандерленд», підписавши контракт на 4,5 роки. За підсумками сезону 2016/17 клуб вилетів з Прем'єр-ліги, а Хазрі на правах оренди повернувся до Франції, ставши футболістом «Ренна». 10 вересня в матчі проти «Марселя» він дебютував за нову команду. У цьому ж поєдинку Вагбі забив свій перший гол за «Ренн».
17 липня 2018 перейшов зі «Сандерленда» назад до Франції, до «Сент-Етьєна». Вартість трансфера склала 7 мільйонів євро. У сезоні 2018/19 відзначився 13 голами в чемпіонаті, ставши найрезультативнішим гравцем клубом та одним з 10 найкращих бомбардирів чемпіонату.

## Виступи за збірні
На рівні молодіжних збірних грав як за Францію, у якій народився, так й за свою історичну батьківщину, Туніс.
На дорослому вирішив захищати кольори Тунісу і в 2013 році дебютував в офіційних матчах у складі національної збірної Тунісу. Станом на 5 листопада 2019 провів у формі головної команди країни 51 матч, забивши 16 голів.
У складі збірної був учасником Кубка африканських націй 2013 року у ПАР. На турнірі Вагбі взяв участь в одному матчі проти збірної Того. 23 березня 2013 року в поєдинку відбіркового турніру Чемпіонату Світу 2014 року проти збірної Сьєрра-Леоне Хазрі забив перший гол за національну команду.
Згодом у складі збірної був учасником Кубка африканських націй 2015 року в Екваторіальній Гвінеї та Кубка африканських націй 2017 року у Габоні, а потім поїхав з командою і на чемпіонат світу 2018 року у Росії.
| Дата       | Місто               | Господарі    | Результат               | Гості                | Турнір                                             | Голи | Примітки |
| ---------- | ------------------- | ------------ | ----------------------- | -------------------- | -------------------------------------------------- | ---- | -------- |
| 7-1-2013   | Ель-Вакра           | Туніс        | 1 – 1                   | Ефіопія              | товариський матч                                   | -    | 46'      |
| 10-1-2013  | Ель-Вакра           | Габон        | 1 – 1                   | Туніс                | товариський матч                                   | -    | 46'      |
| 13-1-2013  | Кумасі              | Гана         | 4 – 2                   | Туніс                | товариський матч                                   | -    | 60'      |
| 30-1-2013  | Нельспрюйт          | Того         | 1 – 1                   | Туніс                | Кубок африканських націй 2013 - 1-й етап           | -    | 52' 62'  |
| 23-3-2013  | Радес               | Туніс        | 2 – 1                   | Сьєрра-Леоне         | Відбір до ЧС 2014                                  | 1    | 59'      |
| 14-8-2013  | Радес               | Туніс        | 3 – 0                   | Республіка Конго     | товариський матч                                   | 1    | 57'      |
| 7-9-2013   | Радес               | Туніс        | 3 – 0                   | Кабо-Верде           | Відбір до ЧС 2014                                  | -    | 84'      |
| 5-3-2014   | Курналя-да-Любрагат | Колумбія     | 1 – 1                   | Туніс                | товариський матч                                   | 1    | 46'      |
| 6-9-2014   | Монастір            | Туніс        | 2 – 1                   | Ботсвана             | Відбір до Кубка африканських націй 2015            | 1    | 81' 85'  |
| 10-9-2014  | Каїр                | Єгипет       | 0 – 1                   | Туніс                | Відбір до Кубка африканських націй 2015            | -    | 87'      |
| 10-10-2014 | Дакар               | Сенегал      | 0 – 0                   | Туніс                | Відбір до Кубка африканських націй 2015            | -    | 88'      |
| 15-10-2014 | Монастір            | Туніс        | 1 – 0                   | Сенегал              | Відбір до Кубка африканських націй 2015            | -    | 40' 62') |
| 19-11-2014 | Монастір            | Туніс        | 2 – 1                   | Єгипет               | Відбір до Кубка африканських націй 2015            | 1    | 45'      |
| 11-1-2015  | Радес               | Туніс        | 1 – 1                   | Алжир                | товариський матч                                   | 1    | 73'      |
| 18-1-2015  | Ебебіїн             | Туніс        | 1 – 1                   | Кабо-Верде           | Кубок африканських націй 2015 - 1-й етап           | -    | 15' 82'  |
| 22-1-2015  | Ебебіїн             | Замбія       | 1 – 2                   | Туніс                | Кубок африканських націй 2015 - 1-й етап           | -    | 66'      |
| 26-1-2015  | Ебебіїн             | ДР Конго     | 1 – 1                   | Туніс                | Кубок африканських націй 2015 - 1-й етап           | -    | 77'      |
| 31-1-2015  | Бата                | Туніс        | 1 – 2 д.ч.              | Екваторіальна Гвінея | Кубок африканських націй 2015 - чвертьфінал        | -    | 85'      |
| 12-6-2015  | Радес               | Туніс        | 8 – 1                   | Джибуті              | Відбір до Кубка африканських націй 2017            | -    | 65'      |
| 9-10-2015  | Радес               | Туніс        | 3 – 3                   | Габон                | товариський матч                                   | 1    | 81'      |
| 13-11-2015 | Нуакшот             | Мавританія   | 1 – 2                   | Туніс                | Відбір до ЧС 2018                                  | 1    | 15' 62'  |
| 17-11-2015 | Радес               | Туніс        | 2 – 1                   | Мавританія           | Відбір до ЧС 2018                                  | -    | 77'      |
| 3-6-2016   | Джибуті             | Джибуті      | 0 – 3                   | Туніс                | Відбір до Кубка африканських націй 2017            | -    | 83'      |
| 4-9-2016   | Монастір            | Туніс        | 4 – 1                   | Ліберія              | Відбір до Кубка африканських націй 2017            | 1    | 82'      |
| 9-10-2016  | Монастір            | Туніс        | 2 – 0                   | Гвінея               | Відбір до ЧС 2018                                  | -    | 91'      |
| 11-11-2016 | Бологін             | Лівія        | 0 – 1                   | Туніс                | Відбір до ЧС 2018                                  | 1    | 83'      |
| 15-11-2016 | Габес               | Туніс        | 0 – 0                   | Мавританія           | товариський матч                                   | -    | 58'      |
| 8-1-2017   | Каїр                | Єгипет       | 1 – 0                   | Туніс                | товариський матч                                   | -    | 16'      |
| 15-1-2017  | Франсвіль           | Туніс        | 0 – 2                   | Сенегал              | Кубок африканських націй 2017 - 1-й етап           | -    | 46'      |
| 19-1-2017  | Франсвіль           | Алжир        | 1 – 2                   | Туніс                | Кубок африканських націй 2017 - 1-й етап           | -    | 73'      |
| 23-1-2017  | Лібревіль           | Зімбабве     | 2 – 4                   | Туніс                | Кубок африканських націй 2017 - 1-й етап           | 1    | 63'      |
| 28-1-2017  | Лібревіль           | Буркіна-Фасо | 2 – 0                   | Туніс                | Кубок африканських націй 2017 - quarti             | -    | 63'      |
| 7-10-2017  | Конакрі             | Гвінея       | 1 – 4                   | Туніс                | Відбір до ЧС 2018                                  | -    | 78'      |
| 11-11-2017 | Радес               | Туніс        | 0 – 0                   | Лівія                | Відбір до ЧС 2018                                  | -    | 70'      |
| 23-3-2018  | Радес               | Туніс        | 1 – 0                   | Іран                 | товариський матч                                   | -    | 79' 80'  |
| 27-3-2018  | Ніцца               | Туніс        | 1 – 0                   | Коста-Рика           | товариський матч                                   | 1    | 32' 77'  |
| 18-6-2018  | Волгоград           | Туніс        | 1 – 2                   | Англія               | ЧС 2018 - груповий етап                            | -    | 85'      |
| 23-6-2018  | Москва              | Бельгія      | 5 – 2                   | Туніс                | ЧС 2018 - груповий етап                            | 1    |          |
| 28-6-2018  | Саранськ            | Панама       | 1 – 2                   | Туніс                | ЧС 2018 - груповий етап                            | 1    | 89'      |
| 9-9-2018   | Манзіні             | Есватіні     | 0 – 2                   | Туніс                | Відбір до Кубка африканських націй 2019            | -    |          |
| 16-11-2018 | Александрія         | Єгипет       | 3 – 2                   | Туніс                | Відбір до Кубка африканських націй 2019            | -    |          |
| 20-11-2018 | Радес               | Туніс        | 0 – 1                   | Марокко              | товариський матч                                   | -    | 86'      |
| 7-6-2019   | Радес               | Туніс        | 2 – 0                   | Ірак                 | товариський матч                                   | 1    |          |
| 11-6-2019  | Вараждин            | Хорватія     | 1 – 2                   | Туніс                | товариський матч                                   | -    | 83'      |
| 24-6-2019  | Суец                | Туніс        | 1 – 1                   | Ангола               | Кубок африканських націй 2019 - 1-й етап           | -    |          |
| 28-6-2019  | Суец                | Туніс        | 1 – 1                   | Малі                 | Кубок африканських націй 2019 - 1-й етап           | 1    |          |
| 2-7-2019   | Суец                | Мавританія   | 0 – 0                   | Туніс                | Кубок африканських націй 2019 - 1-й етап           | -    |          |
| 8-7-2019   | Ісмаїлія            | Гана         | 1 – 1 д.ч. (4 - 5 п.п.) | Туніс                | Кубок африканських націй 2019 - 1/8 фіналу         | -    | 68'      |
| 11-7-2019  | Каїр                | Мадагаскар   | 0 – 3                   | Туніс                | Кубок африканських націй 2019 - чвертьфінал        | -    |          |
| 14-7-2019  | Каїр                | Сенегал      | 1 – 0 д.ч.              | Туніс                | Кубок африканських націй 2019 - півфінал           | -    | 65'      |
| 17-7-2019  | Каїр                | Туніс        | 0 – 1                   | Нігерія              | Кубок африканських націй 2019 - матч за 3-тє місце | -    |          |
| Усього     |                     | Матчів       | 51                      |                      | Голів                                              | 16   |          |